# De Savornin Lohmanstraat
De De Savornin Lohmanstraat is de naam van een groot aantal straten in Nederland. Deze straten zijn vernoemd naar de staatsman Alexander de Savornin Lohman. In Den Haag bestaat het De Savornin Lohmanplein en de De Savornin Lohmanlaan die ook in Zwolle bestaat en loopt van de Troelstralaan naar de Thorbeckelaan. 

## Amsterdam
De Savornin Lohmanstraat is een belangrijke doorgaande straat in de Amsterdamse wijken Geuzenveld en Slotermeer. De straat maakt onderdeel uit van de doorgaande rondweg Geuzenveld. 
Het oostelijk gedeelte van de straat is in 1956 opengesteld voor het verkeer en het westelijke gedeelte in 1958 en loopt van het Confusiusplein in Slotermeer naar de Aalbersestraat in het westen van Geuzenveld. De straat kruist onder meer de Dr. H. Colijnstraat, de Troelstralaan en de Nolensstraat. Bus 21 heeft al sinds 1958 zijn eindpunt, sinds 2025 één van de eindpunten, in de straat nabij de T-kruising met de Troelstralaan.

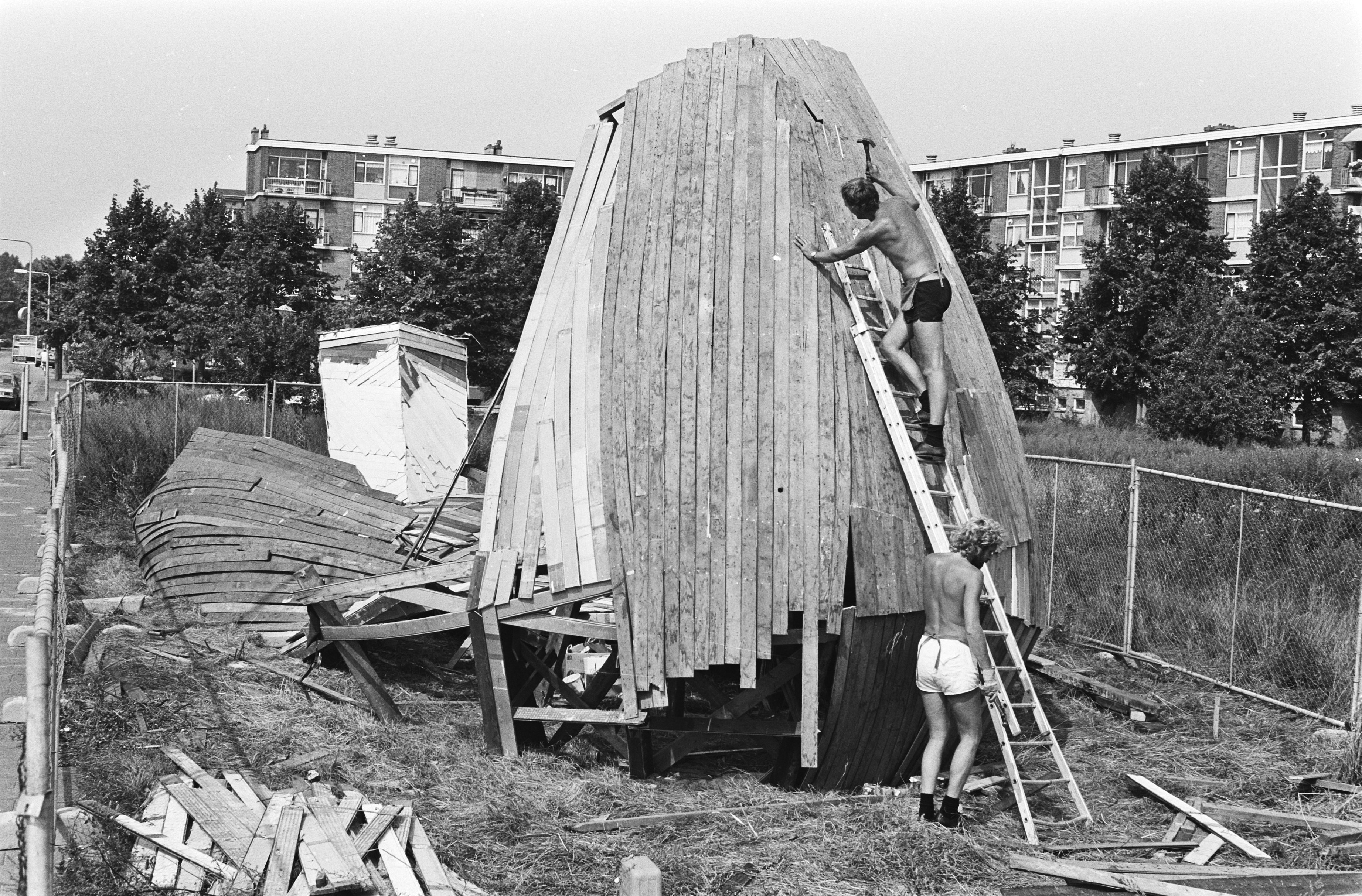
De Savornin Lohmanstraat met achter kunstwerk haaks op elkaar staande portiekflats aan de Nolensstraat in 1983, deze zijn als laatste gesloopt in 2022

De bebouwing uit 1957 in het zuidwestelijke gedeelte van de straat, de door Willem van Tijen ontworpen portiekflats, zijn rond 2008 afgebroken en grotendeels vervangen door nieuwbouw, zowel hoog- als laagbouw. Door de crisis in de bouw werd de voorziene nieuwbouw voor een deel later gerealiseerd dan gepland. Daardoor bleven de flats aan de noordzijde, aan de Nolensstraat, tot 2022 staan maar begin 2022 begon alsnog de afbraak en worden ook vervangen door nieuwbouw. De bebouwing van het middelste gedeelte van de straat is voornamelijk laagbouw. De bebouwing aan de zuidzijde van het Slotermeerse gedeelte van de straat bestaat ook uit laagbouw en enkele vrijstaande woningen.
Oorspronkelijk was de straat voorzien van klinkerbestrating die in de loop der jaren behoorlijk verzakt was. Pas in de loop van de jaren zeventig werd de straat in verschillende fasen geasfalteerd. 
Nabij de Hannah Arendtbrug en Dr. H. Colijnstraat bevindt zich een rosarium en het Geuzeneiland. Ook stond hier tot 2016 een Amsterdamse H-school die door nieuwbouw is vervangen.